# 유로리그

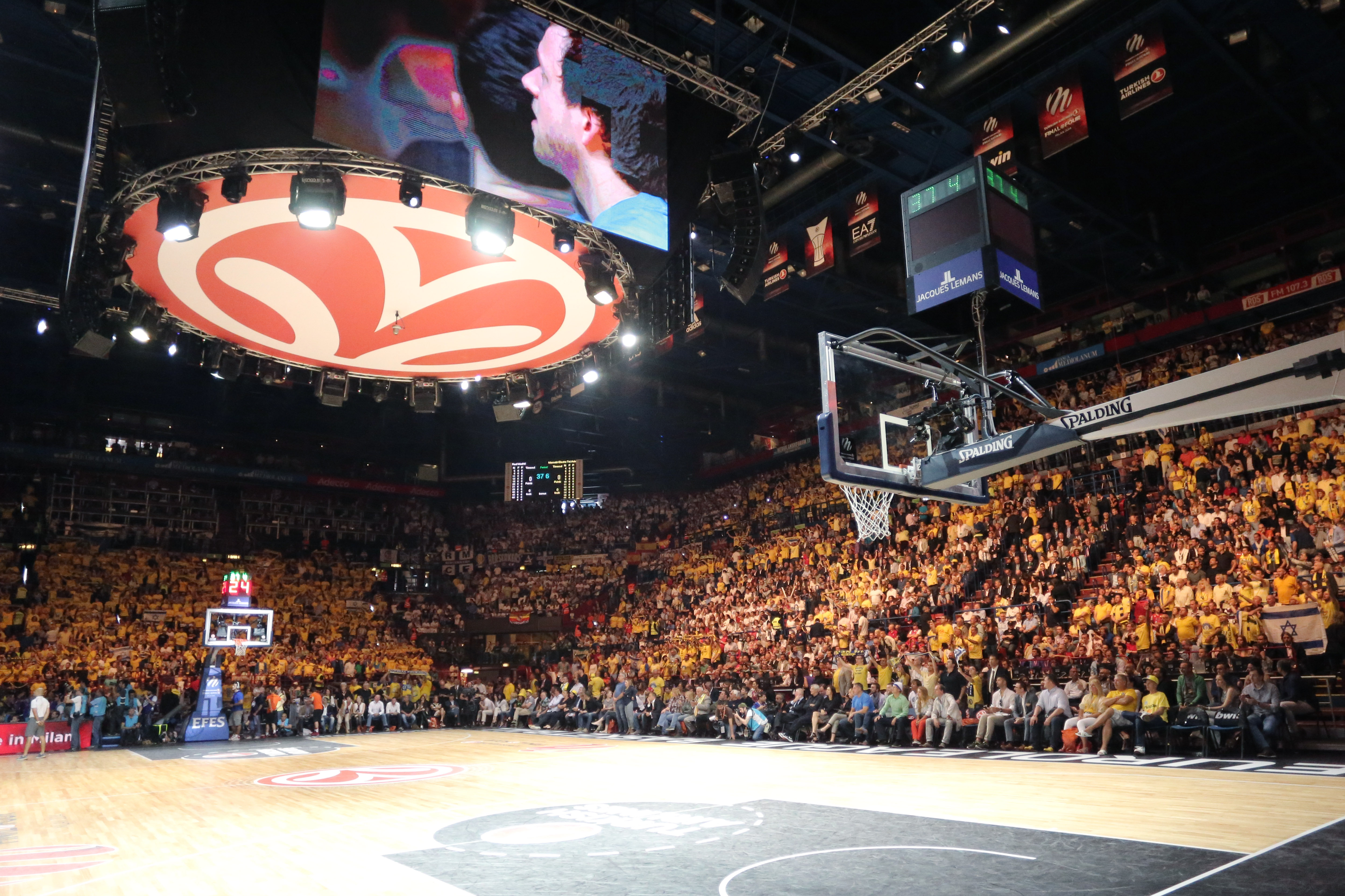

터키항공 유로리그(Turkish Airlines Euroleague)는 FIBA 유럽에서 주관하며 유럽에서 가장 우수한 농구 클럽들이 참가하는 농구 클럽 대항전이다. 1957년부터 매년 대회가 열리고 있다.